# Fliesenleger

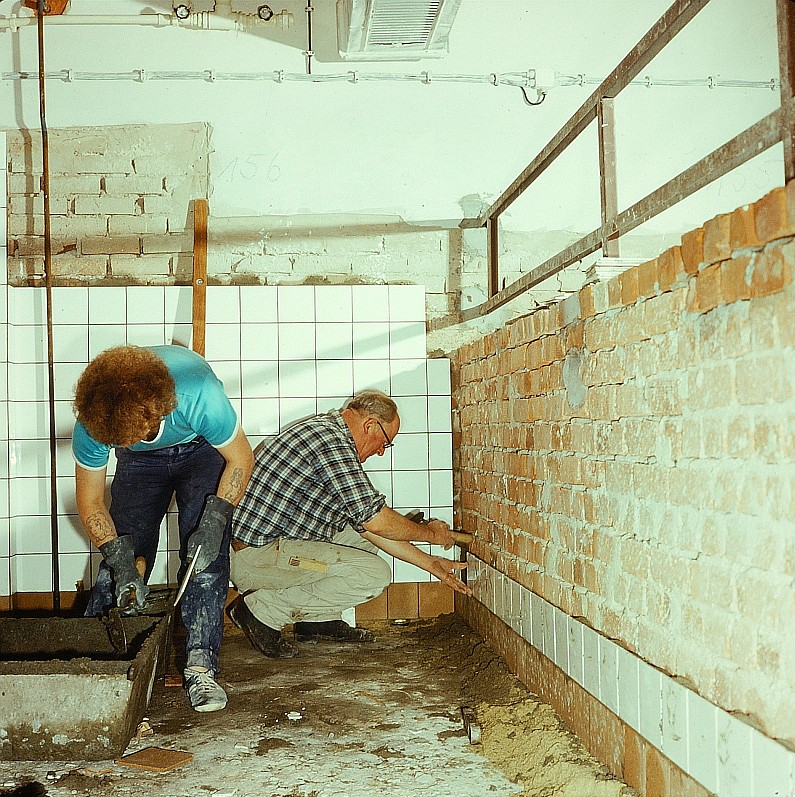
Fliesenverlegearbeit an Wandflächen im Dickbettverfahren

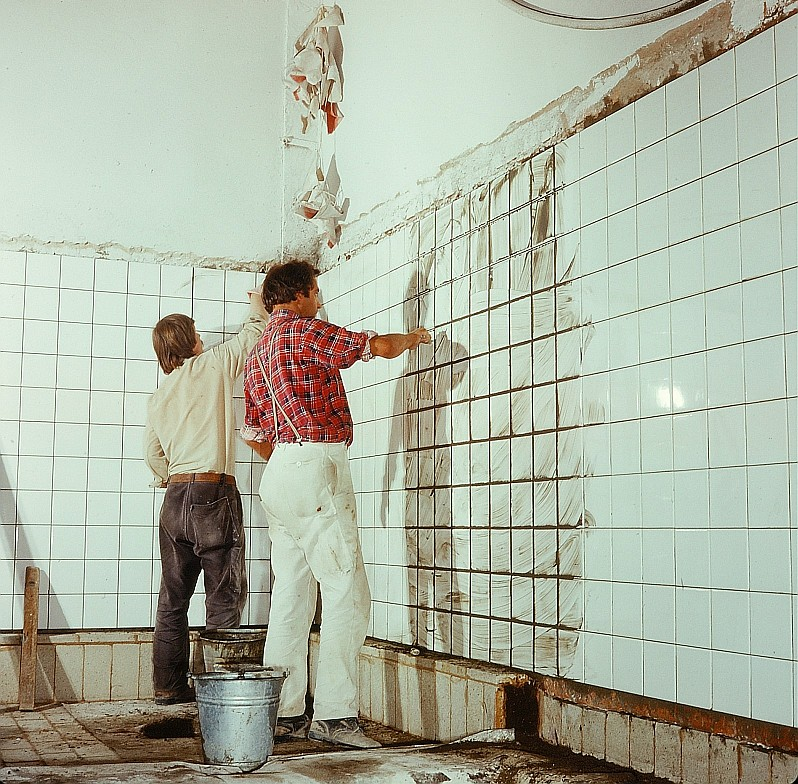
Fliesenleger bei Verfugungsarbeiten

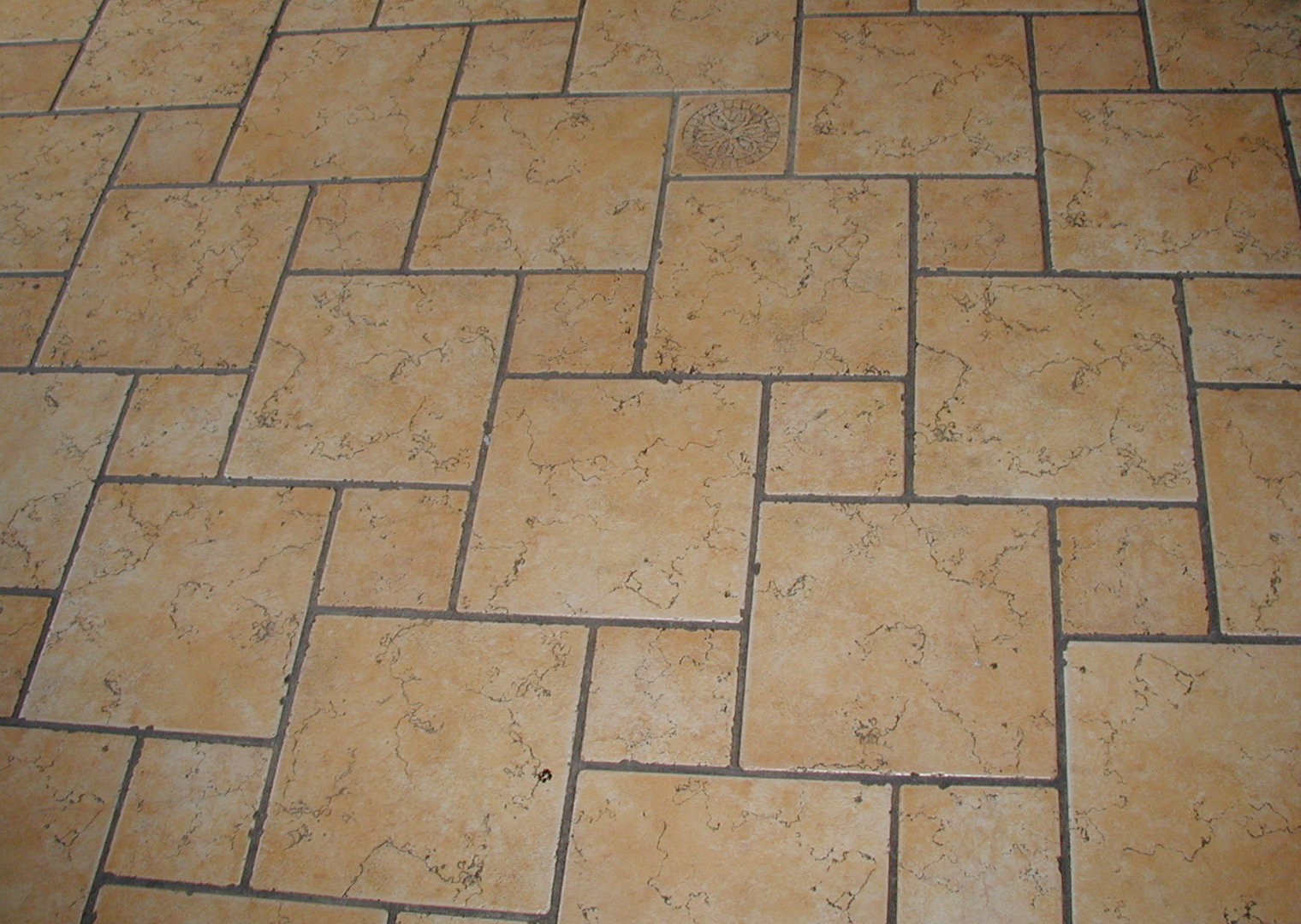
Gefliester Boden im Römischen Verband

Der Fliesenleger ist ein Handwerksberuf. In Österreich lautet die Berufsbezeichnung Platten- und Fliesenleger/in, in Deutschland Fliesen-, Platten- und Mosaikleger/in und in der Schweiz D Platteleger/in oder Plättlileger/in. Französisch, carrleur/carrleuse, Italienisch m/f piastrellista. Die beruflichen Fertigkeiten und Kenntnisse dürften sich in den jeweiligen Ländern bis auf spezielle traditionelle handwerkliche Verlegeverfahren nach Land kaum unterscheiden. Es gibt jedoch je nach Land unterschiedliche Fort- und Weiterbildungsangebote.
Heute ist der Beruf des Fliesen-, Platten- und Mosaiklegers ein Ausbauberuf im Bereich des Bauwesens.
Der Beruf verlangt sowohl fachliche Kenntnisse und handwerkliche Fertigkeiten, als auch ästhetisches Empfinden und die Einflussnahme auf die gestalterische Wirkung seiner Arbeit auf ein Bauwerk.
Fliesenleger verkleiden Wand- und Bodenflächen mit keramischen Fliesen, Platten aus Natur-, Werk- und Kunststeinen und Mosaiken.

## Ausbildung (Deutschland)
Die spezielle Berufsbezeichnung in Deutschland entstand im Jahre 1935. Davor verarbeiteten Ofenbauer/Töpfer die Fliesen, welche sie meist aufwendig in der eigenen Werkstatt herstellten, oder sogenannte Verlegerkolonnen von Fliesenwerken, welche die Fliesen industriell herstellten.

### Berufsbild
Der Beruf Fliesen-, Platten- und Mosaikleger gehört der Gruppe der Bau- und Ausbaugewerbe an, der in der Anlage A der Handwerksordnung aufgeführten Gewerbe, die als Handwerk betrieben werden können.
Die Handwerksordnung Teil II regelt:
- die Ausbildungszeit (2–3 Jahre)
- das Berufsbild mit seinen Fertigkeiten und Kenntnissen
- den Ausbildungsrahmenlehrplan
- die Prüfungsanforderungen

Das Berufsbild gibt die Tätigkeiten und die dazu erforderlichen Kenntnisse und Fertigkeiten an.
Zu unterscheiden ist zwischen den Prüfungsanforderungen zum Ausbildungsberuf und zur Meisterprüfung.

### Ausbildungsgänge
Realisiert wird die Berufsausbildung durch das duale Berufsausbildungssystem. Ergänzend zur Ausbildung im Betrieb wird im Zyklus die überbetriebliche Ausbildung in Ausbildungsstätten der Handwerkskammer durchgeführt, in denen grundlegende praktische Fertigkeiten vermittelt werden.
Erlernt wird der Beruf in Deutschland in der Regel in einer dreijährigen Ausbildung zum Gesellen. Bei Nichtbestehen der Gesellenprüfung können diese unter bestimmten Voraussetzung einen Facharbeiterabschluss zum Ausbaufacharbeiter/in erhalten, und Ausbaufacharbeiter/innen können nach einer weiteren einjährigen Ausbildung eine Prüfung zum Fliesen-, Platten- und Mosaikleger-Gesellen ablegen. Nach mindestens dreijähriger Tätigkeit im Handwerk, ist der Handwerker zur Meisterprüfung zugelassen.
Der Meistertitel für den Beruf Fliesenleger wurde 2019 wieder eingeführt. Somit ist zur Gründung eines Unternehmens im Fliesen-, Platten- und Mosaiklegerhandwerk der Besuch der Meisterschule vonnöten.

### Kenntnisse
Grundlage des Berufsbildes sind die Grundkenntnisse und Fertigkeiten, die alle Bau- und Ausbauberufsbilder gemeinsam haben:
- Grundkenntnisse über Gesundheits-, Arbeits- und Brandschutz, Baustelleneinrichtung
- Aufstellen einfacher Arbeitsgerüste
- Herstellen einfacher Holzverbindungen, einfacher Baukörper aus Mauersteinen, Mörtel- und Betonmischen, Putz und Estrich, Sperrungen und Dämmungen u. ä.
- Grundkenntnisse in der Vermessung von Bauteilen, lesen von Werkzeichnungen, anfertigen von Skizzen, einfachen Zeichnungen und Verlegeplänen

Insbesondere verfügt ein Fliesenleger wie alle dem Ausbaugewerbe angehörenden Facharbeiter über:
- Kenntnisse in der Handhabung von Werkzeugen und Maschinen
- Grundkenntnissen in der Arbeitsplanung
- Kenntnisse über Stoffe für den Ausbau
- Bearbeitung der Stoffe einschließlich Oberflächenbehandlung
- Einbau und Montage von Bauteilen und Fertigteilen
- Teamfähigkeit

Zu den besonderen Kenntnissen eines Fliesenlegers gehören:
- Grundlagen der Bauphysik wie Wärme-, Schall- und Feuchtigkeitsschutz und Wissen um die zu verarbeitenden Materialien speziell bezogen auf seine Tätigkeit
- theoretische Kenntnisse über Ansetz-, Verlege- und Verankerungstechniken von Platten
- Kenntnisse über die Ausführung von chemisch beständigen Belägen
- gestalterische Fähigkeiten und Grundlagen der Farblehre beherrschen[3]

### Praktische Fähigkeiten
- Lesen und Anfertigen von Entwurfsskizzen, Werkzeichnungen, Verlegeplänen und Detailzeichnungen
- Ausführung von Fliesen-, Platten- und Mosaikarbeiten einschließlich der Herstellung von notwendigen Dämm- und Sperrschichten, Putzuntergründen und Estrichen
- Prüfen und Vorbereiten von Untergründen, Herstellen von Unterputzen, Estrichen und chemisch beständigen Belägen
- Zubereiten von Mörtel sowie Verarbeiten von Dünnbettmörtel, Kleber und Kitt
- Messen, Teilen, Schleifen und Bohren von Fliesen und Platten, Ansetzen und Verlegen von Fliesen, Platten und Mosaik sowie Verankern von Platten
- Ausfugen der Beläge sowie Anlegen und Verfüllen von Dehnungs- und Trennfugen
- Herstellung und Aufstellung von Trennwänden sowie Einbau von Fertigteilen

## Ausbildung (Österreich)

### Berufsprofil
In der Ausbildung der Platten- und Fliesenleger entsprechend dem Berufsprofil in Österreich sind wesentliche Inhalte:
- Verlegen und Versetzen von Belägen an Böden, Wänden und Stufen in unterschiedlichen Materialien
- Prüfen, Ausgleichen und Vorbereiten von Verlege-Unterkonstruktionen
- Ausführen von vorbereitenden Maurer-, Putz- und Trockenbauarbeiten
- Einbau von Boden- und Wandheizungen
- Kontrollieren, Prüfen und Erkennen von Mängeln der Verlegearbeiten
- Anbieten und Durchführen von Sanierungs- und Instandsetzungsarbeiten an Belägen
- Herstellen von Abdichtungsarbeiten und elastischen Fugen von Belägen
- Arbeitsausführung entsprechend den Regelungen der Technik und der Arbeitssicherheit und den Qualitäts- und Umweltschutzstandards
- Kundenberatung
- Erstellung von Dokumentation über Arbeitsabläufe, Aufmaße, Bautagebücher, Übergabeprotokolle u. ä.[4]

### Ausbildungsgänge
In Österreich ist Platten- und Fliesenleger ein dreijähriger Lehrberuf. Analog zu Deutschland werden österreichische Lehrlinge dual in entsprechenden Branchenbetrieben und an Berufsschulen ausgebildet.
Sogenannte verwandte Lehrberufe, wie Hafner und Keramiker, können mit verkürzter Lehrzeit absolviert werden. Lehrlinge schließen die Berufsausbildung mit der Lehrabschlussprüfung ab und können sich zum Meister weiterbilden. Dabei sind nicht nur Gesellen des Platten- und Fliesenleger, sondern auch die des Hafner- und Keramik und Ofenbaus zugelassen.
Die erfolgreiche Lehrabschlussprüfung ermöglicht in Österreich auch den Zugang zur Berufsmatura (Berufsreifeprüfung) und in Folge zu weiteren Höherqualifizierungen, z. B. an Fachhochschulen.

## Ausbildung (Schweiz)

### Plattenleger/in
In der Schweiz findet die Ausbildung zum Plattenleger/Plattenlegerin in einer dreijährigen dualen Ausbildung statt. Die praktische Ausbildung im Betrieb wird durch eine überbetriebliche Ausbildung in dem Schweizer Bildungszentrum des Schweizer Plattenverbands in Dagmersellen ergänzt, in der Dauer von insgesamt vier Wochen im 1. Ausbildungsjahr, zwei Wochen im 2. Ausbildungsjahr drei Wochen und im 3. Ausbildungsjahr. Im Abschlusszeugnis wird der Beruf als „Gelernter Plattenleger“ oder „Gelernte Plattenlegerin“ ausgewiesen. Daneben besteht die Möglichkeit von „verkürzten Zusatzlehren“ zum Hafner/in oder Maurer/in.
Berufsschulunterricht findet einen Tag alle Wochen statt in den Fächern Berufskunde (Baumaterialien, Baustoffe und Werkzeuge, Maschinen, Einrichtungen und Konstruktionstechniken u. ä.), Fachzeichnen, Fachrechnen und Gestalten. Ferner kann bei besonders guten Leistungen während oder nach der Ausbildung die Berufsmittelschule besucht werden.

### Plattenpraktiker
Daneben gibt es eine zweijährige Ausbildung zum Plattenpraktiker/in mit Berufsschulunterricht und überbetrieblicher Ausbildung. Im Unterschied zum Plattenleger/in führen sie lediglich einfache und rechtwinkelige Arbeiten aus.

### Fortbildungen
Eine Teilnahme an einer Zusatzausbildung zum „Natursteinleger/in“ in der Dauer von 35 Stunden wird angeboten, sofern beispielsweise ein Abschluss zum Plattenleger/in, eine vierjährige Praxis oder weitere gleichwertige Qualifikationen vorliegen.
Eine weitere Teilnahme zu einer modularen Zusatzausbildung zum „Plattenlegerchef/in“ bietet der Schweizer Plattenverband an, wie auch eine Spezialisierung zum Kundenberater.

### Plattenlegermeister/in
Eine Fortbildung zum Plattenlegermeister mit einer Abschlussprüfung findet mit 630 Lektionen im Schweizer Bildungszentrum Dagmersellen statt.

## Typische Werkzeuge des Fliesenlegers

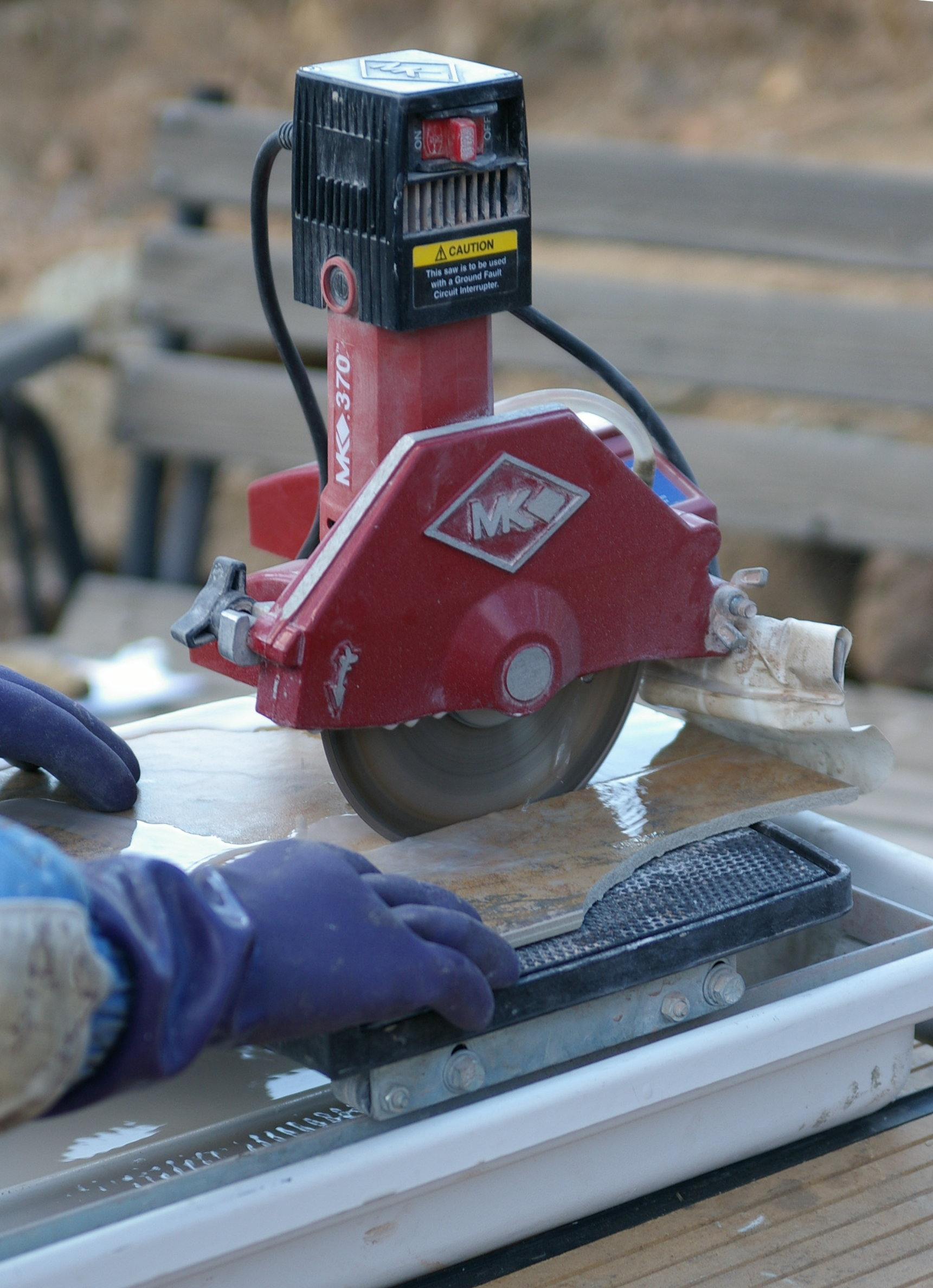
Elektrisch betriebener Fliesenschneider

In einigen Teilbereichen sind die Werkzeuge der Fliesenleger mit denen der Steinmetzen identisch, die auf Baustellen, auf Böden und an Wänden Verlegearbeiten ausführen (z. B. Winkelschleifer mit Diamanttrennscheibe sowie Handwerkzeuge zum Verlegen und Ausfugen). Die Bearbeitung von Keramik erfordert Werkzeuge, die berufsspezifisch sind.
Einige typische Beispiele sind:
- Kreisschneider

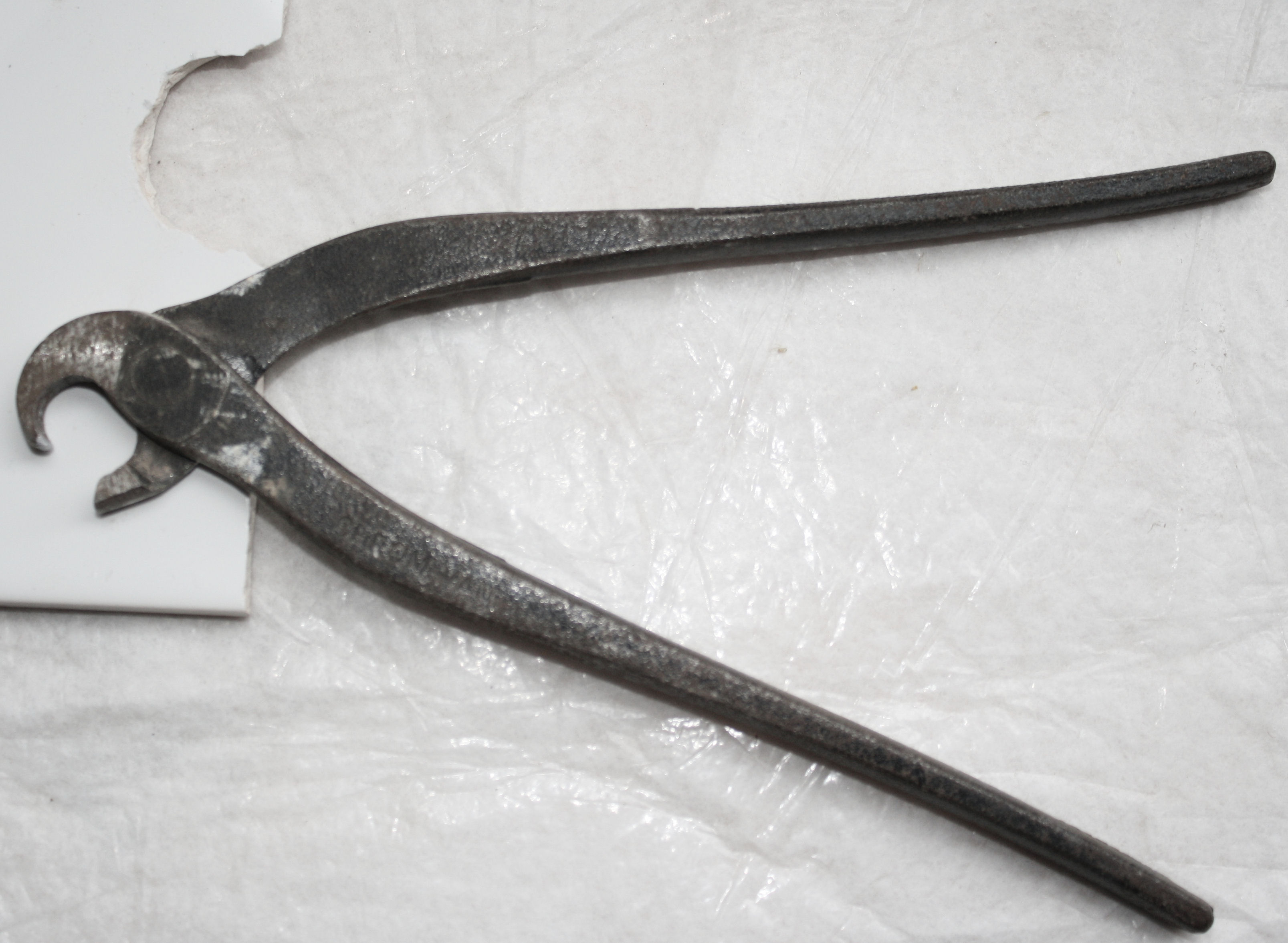
Papageienzange

- Hartmetallbestückter Fliesenhammer
- Hartmetallbestückter Fliesenmeißel
- Fliesenschneider, der mit einem Hartmetallrädchen die Oberfläche anritzt,
- Papageienzange zum Ausbrechen von Löchern
- Nass- und Trockentrennschneider mit Diamanttrennscheibe
- Fliesenkelle
- Waschset
- Fugbrett